# Guillermo Bernal
Guillermo Bernal war ein chilenischer Fußballspieler. Der Torwart spielte drei Länderspiele für Chile. 

## Vereinskarriere
Auf Vereinsebene spielte Guillermo Bernal 1922 beim Jorge V aus der Hauptstadt Santiago de Chile. Mehr ist über die Vereinskarriere des Torwarts nicht belegt.

## Nationalmannschaft
Guillermo Bernal debütierte für Chile beim Campeonato Sudamericano 1922 in Brasilien im Auftaktspiel gegen den Gastgeber. Nach dem 1:1-Unentschieden stand er auch im letzten Turnierspiel bei der 0:3-Niederlage gegen Paraguay im Tor der La Roja. Chile wurde mit einem Punkt und drei Niederlagen Turnierletzter. Für Bernal kam kurz nach der Südamerikameisterschaft ein Freundschaftsspiel gegen Argentinien hinzu. Neben den offiziellen Länderspielen kam Bernal noch in zwei inoffiziellen Länderspielen zum Einsatz.